# Lachesilla chiricahua
Lachesilla chiricahua är en insektsart som beskrevs av Garcia Aldrete 1990. Lachesilla chiricahua ingår i släktet Lachesilla och familjen kviststövsländor. Inga underarter finns listade i Catalogue of Life.